# Ronde van Italië 2023/Zesde etappe
De vijfde etappe van de Ronde van Italië 2023 vond plaats op 11 mei. Deze etappe werd gewonnen door Mads Pedersen en boekte hiermee etappezeges in alle drie de Grote Rondes. Pedersen eindigde in de vorige etappe nog als derde. De leider van de paarse puntentrui, Jonathan Milan, eindigde net als in de vorige etappe als tweede. Daarnaast bleven alle leiderstruien in handen van dezelfde renners als na de vorige etappe.

## Uitslagen
| Napoli – Napoli (162 km) |                   |                          |          |
| Plaats                   | Naam              | Ploeg                    | tijd     |
| Winnaar                  | Mads Pedersen     | Trek-Segafredo           | 3u44'45" |
| 2                        | Jonathan Milan    | Bahrain-Victorious       | z.t.     |
| 3                        | Pascal Ackermann  | UAE Team Emirates        | z.t.     |
| 4                        | Kaden Groves      | Alpecin-Deceuninck       | z.t.     |
| 5                        | Fernando Gaviria  | Movistar Team            | z.t.     |
| 6                        | Michael Matthews  | Team Jayco AlUla         | z.t.     |
| 7                        | Vincenzo Albanese | EOLO-Kometa              | z.t.     |
| 8                        | Marius Mayrhofer  | Team DSM                 | z.t.     |
| 9                        | Lorenzo Rota      | Intermarché-Circus-Wanty | z.t.     |
| 10                       | Simone Velasco    | Astana Qazaqstan Team    | z.t.     |

| Algemeen klassement |                        |                   |           |
| Plaats              | Naam                   | Ploeg             | Tijd      |
| Roze trui           | Andreas Leknessund     | Team DSM          | 22u50'48" |
| 2                   | Remco Evenepoel        | Soudal Quick-Step | + 28"     |
| 3                   | Aurélien Paret-Peintre | AG2R Citroën Team | + 30"     |
| 4                   | João Almeida           | UAE Team Emirates | + 1'00"   |
| 5                   | Primož Roglič          | Jumbo-Visma       | + 1'12"   |
| 6                   | Geraint Thomas         | INEOS Grenadiers  | + 1'26"   |
| 7                   | Aleksandr Vlasov       | BORA-hansgrohe    | z.t.      |
| 8                   | Toms Skujiņš           | Trek-Segafredo    | + 1'29"   |
| 9                   | Tao Geoghegan Hart     | INEOS Grenadiers  | + 1'30"   |
| 10                  | Vincenzo Albanese      | EOLO-Kometa       | + 1'39"   |

## Opgaven
Enkel de Franse renner Clément Russo is deze etappe niet gestart.
1e etappe ·
2e etappe ·
3e etappe ·
4e etappe ·
5e etappe ·
6e etappe ·
7e etappe ·
8e etappe ·
9e etappe ·
10e etappe ·
11e etappe ·
12e etappe ·
13e etappe ·
14e etappe ·
15e etappe ·
16e etappe ·
17e etappe ·
18e etappe ·
19e etappe ·
20e etappe ·
21e etappe
Startlijst · Eindstanden · Afbeeldingen